# Las Matas de Santa Cruz (ort)
Las Matas de Santa Cruz är en ort i Dominikanska republiken.   Den ligger i kommunen Las Matas de Santa Cruz och provinsen Monte Cristi, i den nordvästra delen av landet, 200 km nordväst om huvudstaden Santo Domingo. Las Matas de Santa Cruz ligger 34 meter över havet och antalet invånare är 10 218.
Terrängen runt Las Matas de Santa Cruz är platt, och sluttar norrut. Runt Las Matas de Santa Cruz är det ganska tätbefolkat, med 58 invånare per kvadratkilometer. Närmaste större samhälle är Villa Vásquez, 9,9 km nordost om Las Matas de Santa Cruz. Omgivningarna runt Las Matas de Santa Cruz är en mosaik av jordbruksmark och naturlig växtlighet.